# Club Balonmano Valladolid
El Club Balonmano Valladolid, conocido en el momento de su desaparición en el año 2014 como Cuatro Rayas Valladolid por motivos de patrocinio, fue un club de balonmano de la ciudad de Valladolid, España. 
Tras su desaparición, su hueco como club de élite del balonmano masculino vallisoletano fue cubierto por el Club Deportivo Balonmano Atlético Valladolid, que comenzó a competir en la temporada 2014-15 en la División de Honor Plata y ascendió dos temporadas después a Liga Asobal.

## Historia

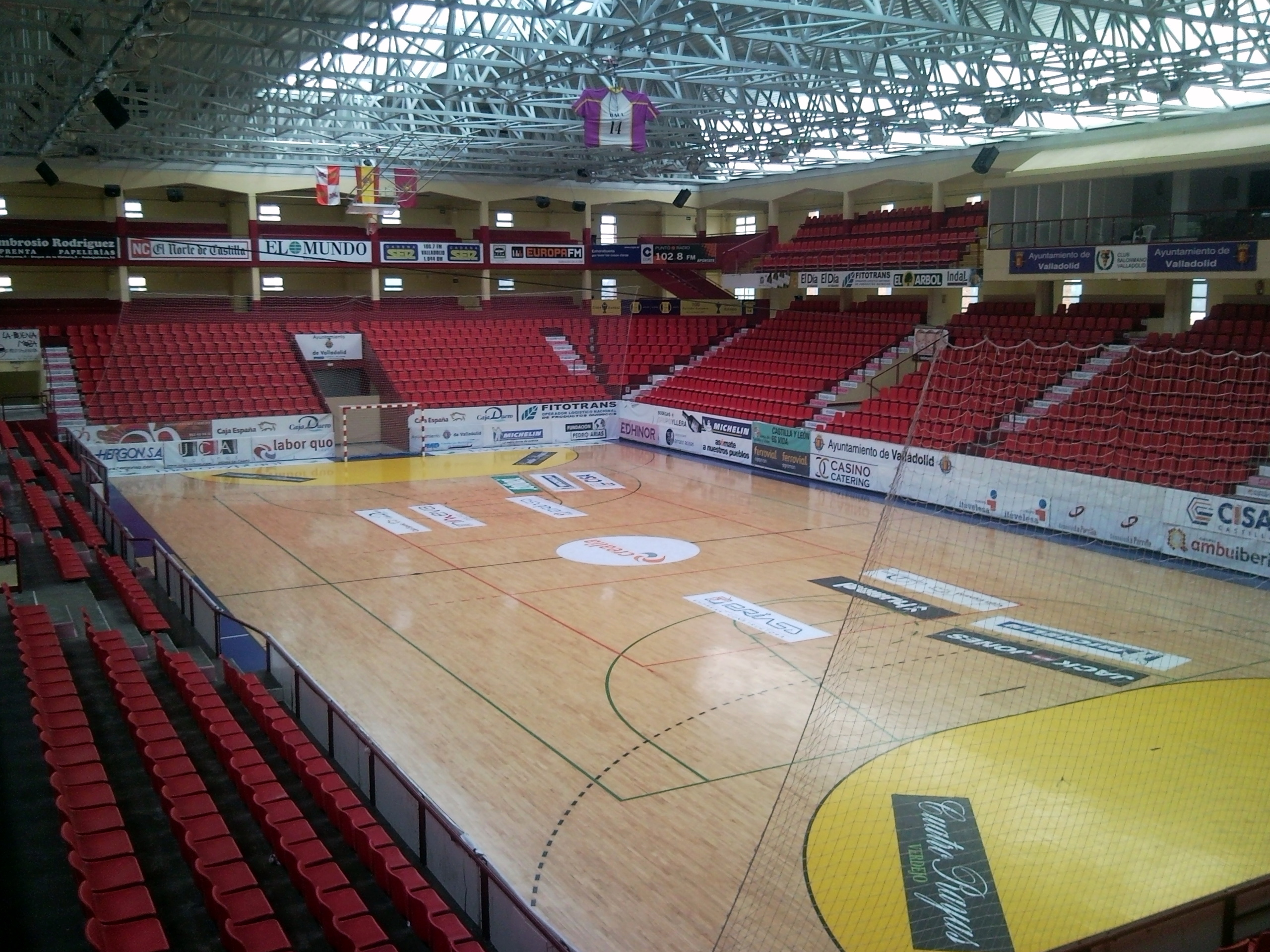
Polideportivo Huerta del Rey, donde se disputaban los partidos del equipo.

### Precedentes del balonmano en Valladolid
Valladolid es una de las localidades con mayor tradición en la práctica del balonmano en España. Su práctica se arraigó en la ciudad en los años inmediatamente posteriores a la guerra civil española, con éxitos desde el comienzo, pues el equipo del SEU de Valladolid fue el primer campeón del Campeonato de España de balonmano a once celebrado en 1942.

### Fundación del Michelin
Propiamente, el balonmano de élite en Valladolid tiene sus orígenes en 1975 con la creación del ACD Michelin. Este equipo nació en el seno de la factoría de la empresa Michelin en la ciudad como premio a sus trabajadores, que habían conquistado el campeonato provincial de balonmano. En 1991 Michelin dejó el patrocinio del equipo, por lo que el ACD Michelin desapareció.

### Refundación como Valladolid y primeros años
La decisión de Michelin obligó a los aficionados al balonmano vallisoletanos a buscar una solución para la continuidad del balonmano de élite en la ciudad. El 3 de junio de 1991, José Carlos Muñoz, exentrenador del ACD Michelin en División de Honor, convocó una asamblea abierta en el Colegio de La Salle. Los asistentes acordaron la fundación del Club Balonmano Valladolid, que tomase el testigo del extinto ACD Michelin con la aprobación de la Real Federación Española de Balonmano. Los socios fundadores realizaron aportaciones a fondo perdido de 10000 pesetas, lo que unido a una ayuda de la propia Michelin y de la Inmobiliaria Arcos como patrocinador principal, terminaron por recaudar un total de 45 000 000 de pesetas para el nuevo BM Arcos Valladolid, cuyo primer presidente fue Antonio García Barrera.
El nuevo club echó a andar en la Liga ASOBAL 1991-92 con el entrenador leonés Manolo Cadenas al frente. El técnico realizó una apuesta por jugadores de cantera junto a varios del extinto Michelin, con una campaña inaugural mediocre. En la temporada 1992-93 se producen varios cambios en la plantilla, donde destacaron los fichajes de Zoran Tomić (lateral, internacional yugoslavo) y de dos jóvenes talentos: Mariano Ortega y José Ángel Delgado Ávila. El Arcos Valladolid conformó la segunda plantilla más joven de la liga, con una media de edad de 22,8 años (solo superada por el BM Granollers), que realizó una notable campaña, llegando al play off por el título, en el que cayó eliminado frente al posterior campeón, el Teka Cantabria. Esa temporada supuso, asimismo, el despegue de las categorías inferiores del club, que con el paso de los años se convertirían en unas de las más importantes de España. El club se alzó con el Campeonato de España Junior y filial del BM Valladolid consiguió el campeonato de Segunda División y ascendió a Primera Nacional, aunque finalmente renunció a la plaza por dificultades económicas.
La situación económica del club en esos años era precaria, lo que generó diversas tensiones en la directiva que desembocaron en último término en la dimisión de Antonio García Barrera como presidente poco antes de comenzar la Liga ASOBAL 1993-94. Andrés Martín de Paz tomó las riendas del club en octubre de 1994 para enfrentarse a un elevado endeudamiento y reducida masa social -apenas unos 300 socios-, algo que comprometía la viabilidad de la entidad. La directiva contó con el apoyo directo del Ayuntamiento de Valladolid y de varias empresas locales para garantizar la continuidad del BM Valladolid. Se anunció un déficit de 23 millones de pesetas al momento de asumir el cargo, lo que levantó apoyos entre la afición vallisoletana: en el plazo de un mes, el club fue capaz de captar 1087 nuevos socios, que sumados a los 347 anteriores, dieron con un total de 1434 socios para afrontar la nueva temporada. La campaña 1993-94 -con Zoran Mikulić como jugador destacado- fue mediocre, viéndose el club obligado a disputar una eliminatoria al mejor de tres partidos frente al Atlético de Madrid para evitar la promoción de descenso, que se saldó favorablemente para los vallisoletanos.
Para disputar la Liga ASOBAL 1994-95, la asamblea del club capitaneada por Martín de Paz como presidente, acuerda un presupuesto de 50 millones de pesetas, el más bajo de la Liga ASOBAL. Es en esta temporada cuando Juan Carlos Pastor se integró oficialmente en el cuerpo técnico del primer equipo, como ayudante de Manolo Cadenas tras la marcha de László Hoffmann a mitad de la campaña anterior. El BM Valladolid contó esa temporada con la plantilla más joven de la liga y únicamente once jugadores en el primer equipo, prácticamente en su totalidad provenientes de la cantera o formados en Valladolid, con el único extranjero siendo el portero húngaro János Szathmári (tras el fugaz paso del lateral polaco Tomasz Malmon, que apenas permaneció dos meses en el equipo). El equipo cuajó una notable campaña, con un octavo puesto al terminar la liga.
La economía del club no mejoró, lo que llevó al club al borde de la desaparición. La situación era tan crítica que los integrantes de la primera plantilla protagonizaron un encierro en el polideportivo Huerta del Rey entre el mediodía del día 2 y el 17 de febrero de 1995, como medida de apoyo al presidente Martín de Paz en su labor para sanear la entidad y permitir a la directiva encontrar 35 millones de pesetas que salvasen al club. El compromiso de las autoridades municipales, autonómicas y las negociaciones con empresas de la ciudad y la comunidad permitió obtener 20 millones y el fin de parte de la deuda, lo que posibilitó la continuidad del club.
En la temporada 1995-96 Manolo Cadenas abandonó el club y firmó por el Ademar León, asumiendo Juan Carlos Pastor las riendas del equipo a los 27 años de edad. Pastor dirigió la plantilla más joven de la Asobal, íntegramente española y en el club con el presupuesto más bajo de la liga. La campaña concluyó con el equipo en octava posición en liga, destacando las aportaciones del extremo derecho Fernando Hernández con 183 goles en la campaña o el central Raúl González. Ambos serían convocados en esa temporada por el seleccionador Juan de Dios Román para disputar encuentros con la selección nacional, siendo Raúl el primer vallisoletano en jugar con el combinado nacional.

### Consolidación y primeros éxitos
La asamblea de socios de junio de 1996 confirmó la mejoría económica del club, que cerró la temporada con un balance positivo de 20 millones de pesetas y una deuda acumulada de 24 millones. La planificación de la Liga ASOBAL 1996-97 se vio afectada por la marcha de Fernando Hernández al Ademar León y de Mariano Ortega al Caja Cantabria. Raúl también contó con ofertas para firmar por Ademar, pero el club realizó un esfuerzo para retenerlo. El club se convierte en un imán para jóvenes talentos del balonmano español, que perciben al Valladolid como un lugar en el que iniciar sus carreras en el balonmano de élite. El club continuó con el presupuesto más bajo, de apenas 50 millones de pesetas, e inició la temporada con el objetivo de la permanencia. Pese a ello finalizó la temporada en cuarta posición, con la participación destacada del pivote Juancho Pérez o del portero Jorge Martínez. Gracias a ello, el club se clasificó para participar en competiciones europeas por primera vez.
Para la siguiente temporada se incorporaron jóvenes jugadores como Raúl Campos, Iker Romero, Roberto García Parrondo y el canterano Chema Rodríguez. El club debutó en Europa en la Copa EHF 1997-98, donde eliminó al HK Drott Halmstad sueco y al Thrifty Aalsmeer neerlandés, para caer finalmente ante el SG Flensburg-Handewitt alemán en los cuartos de final. La Liga ASOBAL 1997-98 concluyó con el equipo en quinta posición, a una de los play-off, pero clasificándose de nuevo para competir en Europa. Esa misma temporada, el conjunto juvenil del club se alzó con el Campeonato de España de su categoría, siendo el entrenador del mismo Jota González, ayudado por el central del primer equipo Raúl González.
Para la temporada siguiente Jota González se convirtió en ayudante de Pastor en el banquillo. Juancho Pérez dejó el equipo, pero se incorporaron David Pisonero en el pivote, Iñaki Malumbres en la portería y Juan Francisco Alemany en el lateral izquierdo. En aquella liga, el conjunto finalizó en sexta posición (clasificándose para la Copa City) y se mantuvo invicto en casa durante toda la competición. La ciudad organizó la Copa del Rey de 1999, celebrándose seis encuentros en el Polideportivo Pisuerga y uno en Medina del Campo. El club pucelano cayó en cuartos frente al Caja Cantabria. De gran éxito fue la participación en la Copa EHF aquella temporada, en la que el equipo fue superando rondas hasta plantarse en la final frente al SC Magdeburg alemán, en el que destacaban jugadores como Stefan Kretzschmar, Ólafur Stefánsson o Viatcheslav Atavin. Los pucelanos vencieron en el primer encuentro de la final disputado en Huerta del Rey por 25-21 el 11 de abril de 1999, pero cayeron por 33-22 en tierras germanas.
El nombramiento de Andrés Martín de Paz como director general de deportes de la Junta de Castilla y León forzó su dimisión como presidente del club, tomando el relevo Jaime González, hermano del jugador Raúl González. La nueva temporada se planificó con numerosas bajas en la plantilla, fuentamentalmente las de Ávila, Alemany, Agustín o Campos. Entre las altas, destacaron Ion Belaustegui, Rafael Dasilva, David Davis, César Montes o el canterano Chuchi Martínez. El equipo bajó su rendimiento en aquella liga al quedar en décima posición, pero alcanzó la final de la Copa del Rey de 2000 al eliminar al Portland San Antonio y al Gáldar, cayendo frente al dream team del F. C. Barcelona en la final por 34-28. En la competición europea, el BM Valladolid participó en la City Cup, eliminando al MKS Zagłębie Lubin polaco, al Dunkerque HB francés, al RK Sintelon yugoslavo para caer a la postre en la final. El rival fue el TV Großwallstadt alemán, liderado por Jackson Richardson, vencedor en la ida disputada en Elsenfeld por 30-23, renta que el club pucelano no pudo remontar al vencer por 32-27 en la vuelta disputada en Huerta del Rey. En la cantera, el conjunto de categoría cadete del club se alzó con el Campeonato de España de clubes con numerosos jugadores procedentes de Nava de la Asunción (provincia de Segovia), muchos de los cuales posteriormente militarían en el propio Valladolid y en el Club Balonmano Nava.
La siguiente campaña se planificó con la destacable baja de Iker Romero y las incorporaciones del portero José Manuel Sierra y del extremo derecho Albert Rocas, con un presupuesto de 120 millones de pesetas. El club disputó la Supercopa de España frente al Barça en Ibiza, cayendo en la prórroga por 34-32. En la Liga ASOBAL, pese a que los morados derrotaron al Barcelona por primera vez en Huerta del Rey, el club finalizó en sexta posición, fuera de los puestos que clasificaban para competiciones europeas. El equipo debutó en la Recopa de Europa, superando al RK Legno Sarajevo bosnio, al TSV Otmar St. Gallen suizo y al FC Oporto portugués. En la ida de esta eliminatoria, unos 1000 aficionados vallisoletanos se desplazaron a Portugal para ver a su equipo caer por 37-26. Una semana después, el 4 de marzo de 2000, los pucelanos remontaron ante la hinchada local al vencer por 29-17 al conjunto luso. Ya en las semifinales, los vallisoletanos cayeron contundentemente ante el Ademar de León, que a la postre sería campeón de la ASOBAL de aquel año y subcampeón de la Recopa.

### Éxitos
La hora de los títulos llegó a Valladolid en 2002 con la consecución de la Copa ASOBAL, celebrada en diciembre de ese año, en el Polideportivo Pisuerga, en Valladolid. En el año 2004 el equipo obtuvo dos subcampeonatos en la Recopa y en la Supercopa Europea.
En la temporada siguiente 2004-2005, llega un nuevo título a Valladolid con la consecución por parte del club de la Copa del Rey.
En la temporada 2005-2006, el equipo consigue un nuevo subcampeonato en la Recopa, su segunda Copa del Rey y la cuarta plaza en la Liga ASOBAL que permitió al club disputar la Copa de Europa por primera vez en su historia. 
En la temporada 2006-2007 el club terminó en la quinta posición de la Liga. No se consiguió ningún título a lo largo de la temporada, pero se disputó la final de la Supercopa de España. El equipo además, llegó a semifinales de la Copa de Europa en su primera participación, donde cayó derrotado por el Flensburg por un solo gol de diferencia. 
En la temporada 2008-09, se consigue la mejor clasificación histórica en la Liga, el tercer puesto, y finalmente se conquista el primer título europeo, la Recopa, en la sexta final disputada, al derrotar al HSG Nordhorn en una final igualada y decidida por el mayor número de goles en campo contrario de los vallisoletanos (24-23 en el Polideportivo Pisuerga y derrota 31-30 en campo alemán).

### Problemas económicos y desaparición
La gran deuda que arrastraba la entidad llevó a que esta solicitara voluntariamente la entrada en concurso de acreedores en marzo de 2014. El déficit patrimonial del club ascendía a 1 801 900,45 €, de modo que la viabilidad de la entidad quedaba comprometida a la permanencia en la Liga ASOBAL. Tras finalizar la temporada 2013-14 en 15.ª (penúltima) posición, se produjo el primer descenso de la entidad a División de Honor Plata en su historia, lo que provocó la liquidación del club, decisión comunicada a los socios en asamblea extraordinaria el 11 de junio de 2014.
Los esfuerzos por mantener el balonmano de élite en Valladolid llevaron a la fundación del Club Deportivo Balonmano Atlético Valladolid como sucesor del BM Valladolid. Dicha entidad comenzó a competir en la temporada 2014/15 en la División de Honor Plata.

## Instalaciones

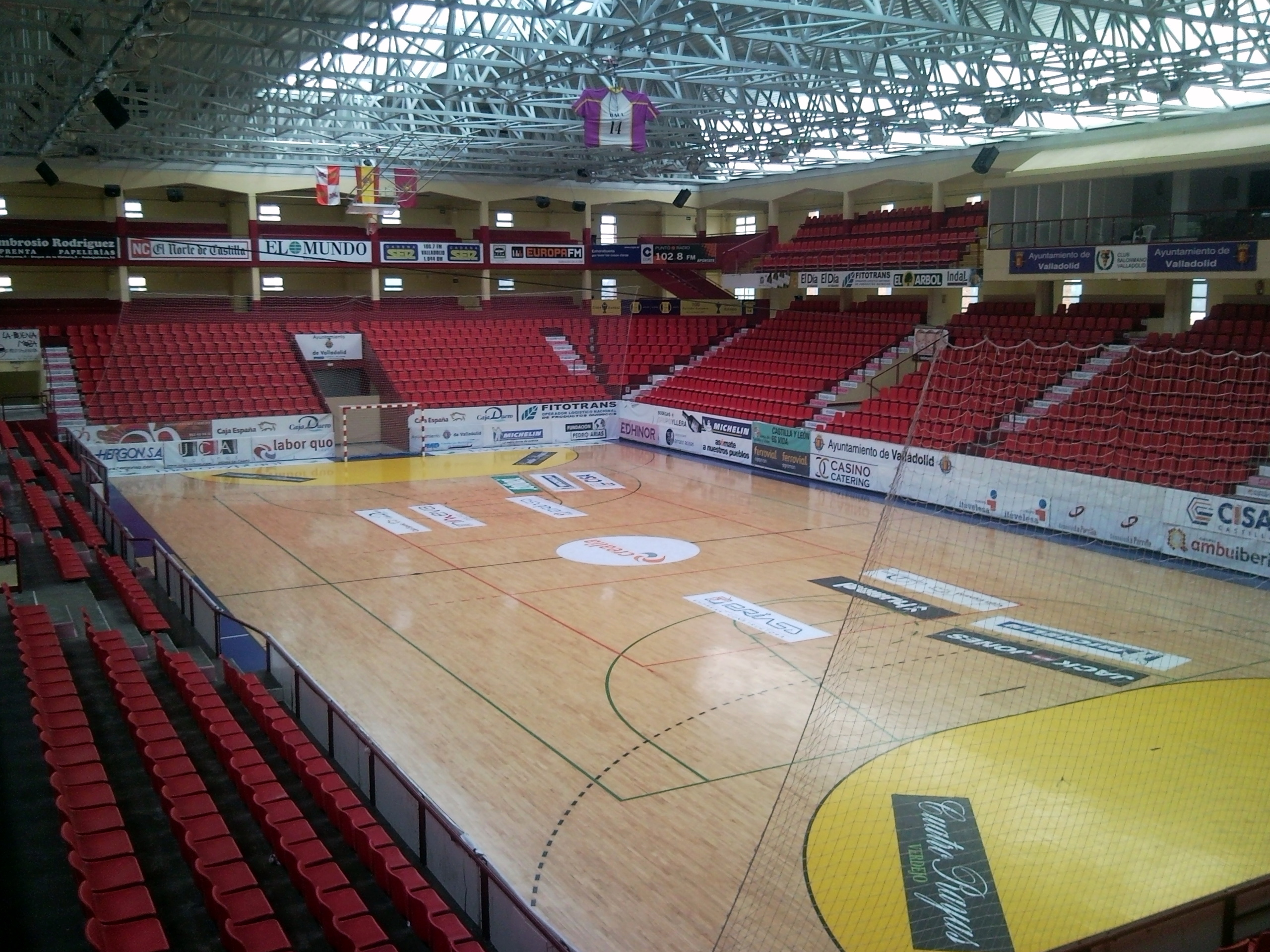
El club disputaba sus partidos como equipo local en el Polideportivo Huerta del Rey.

El Polideportivo Huerta del Rey es un polideportivo de la localidad española de Valladolid, localizado en el barrio homónimo. Inaugurado en 1975, cuenta con un aforo de 3 502 espectadores. 

El club también disputó competiciones en el Polideportivo Pisuerga como la Copa ASOBAL 2002 en la que se proclamó campeón, consiguiendo su primer título de la historia. También se disputó en el Polideportivo Pisuerga la Copa ASOBAL 2007. 

También en un abarrotado Polideportivo Pisuerga se consiguió en la temporada 2008-09 la Recopa de Europa de Balonmano al vencer en el partido de vuelta al HSG Nordhorn-Lingen alemán consiguiendo su primer y único título internacional.

## Jugadores históricos

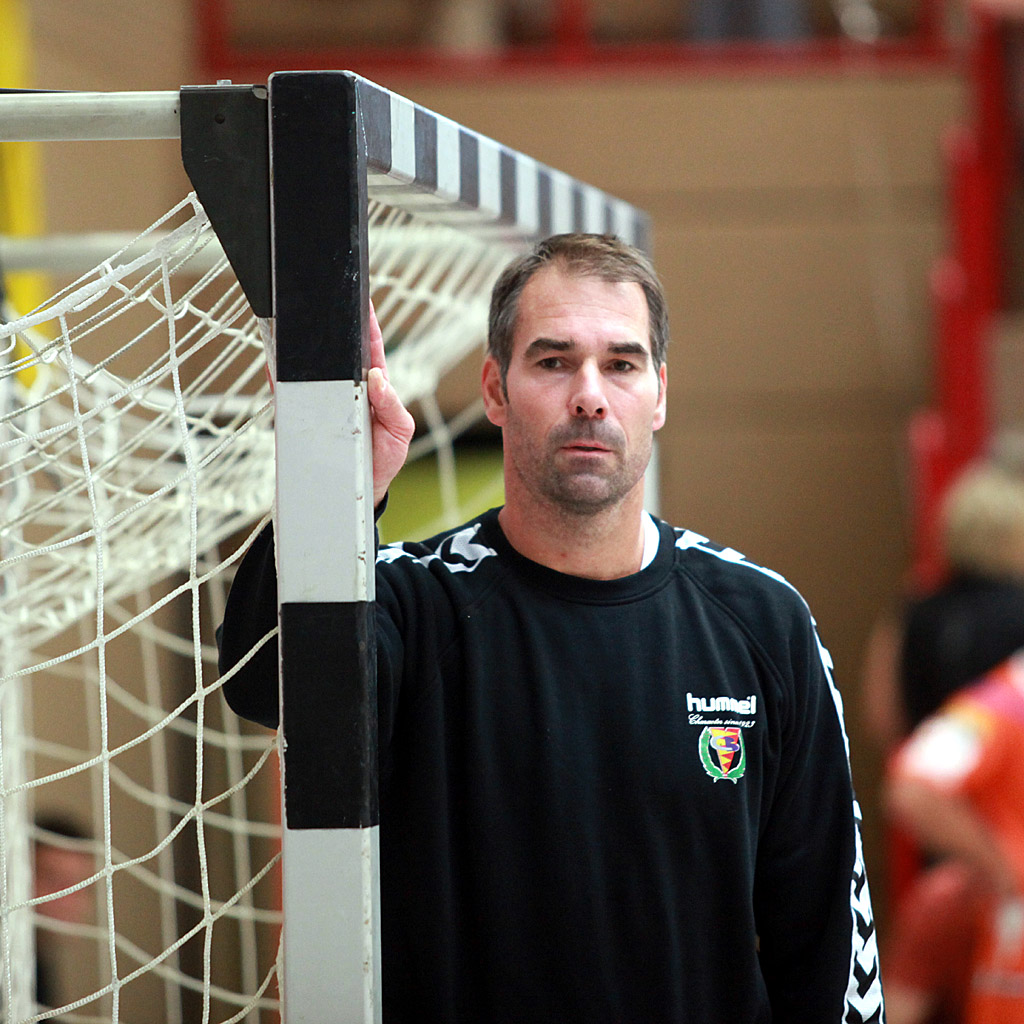
Tomas Svensson, uno de los mejores guardametas de la historia, con los colores del BM Valladolid.

| - Raúl González - José Ángel Delgado Ávila - Mariano Ortega - Juancho Pérez - Iker Romero - Roberto García Parrondo - Iñaki Malumbres - Ion Belaustegui - José Manuel Sierra - Julio Fis - Eric Gull - Alen Muratović - Håvard Tvedten - Eduardo Gurbindo - Guillaume Joli - Žikica Milosavljević - Antonio Ugalde - Ivan Nikčević | - David Pisonero - Fernando Hernández - Raúl Campos - Chuchi Martínez - Chema Rodríguez - David Davis - Juan Francisco Alemany - Albert Rocas - Óscar Perales - Víctor Hugo López - Marko Krivokapić - Tomas Svensson - Rubén Garabaya - Juan Bosco Rentero - Raúl Entrerríos - Davor Čutura - Carlos Prieto |

### Máximo goleadorLiga Asobal
- Julio Fis: 240 goles en 30 partidos (Temporada 2003-04).
- Julio Fis: 271 goles en 30 partidos (Temporada 2004-05).
- Eric Gull: 220 goles en 30 partidos (Temporada 2005-06).

## Entrenadores

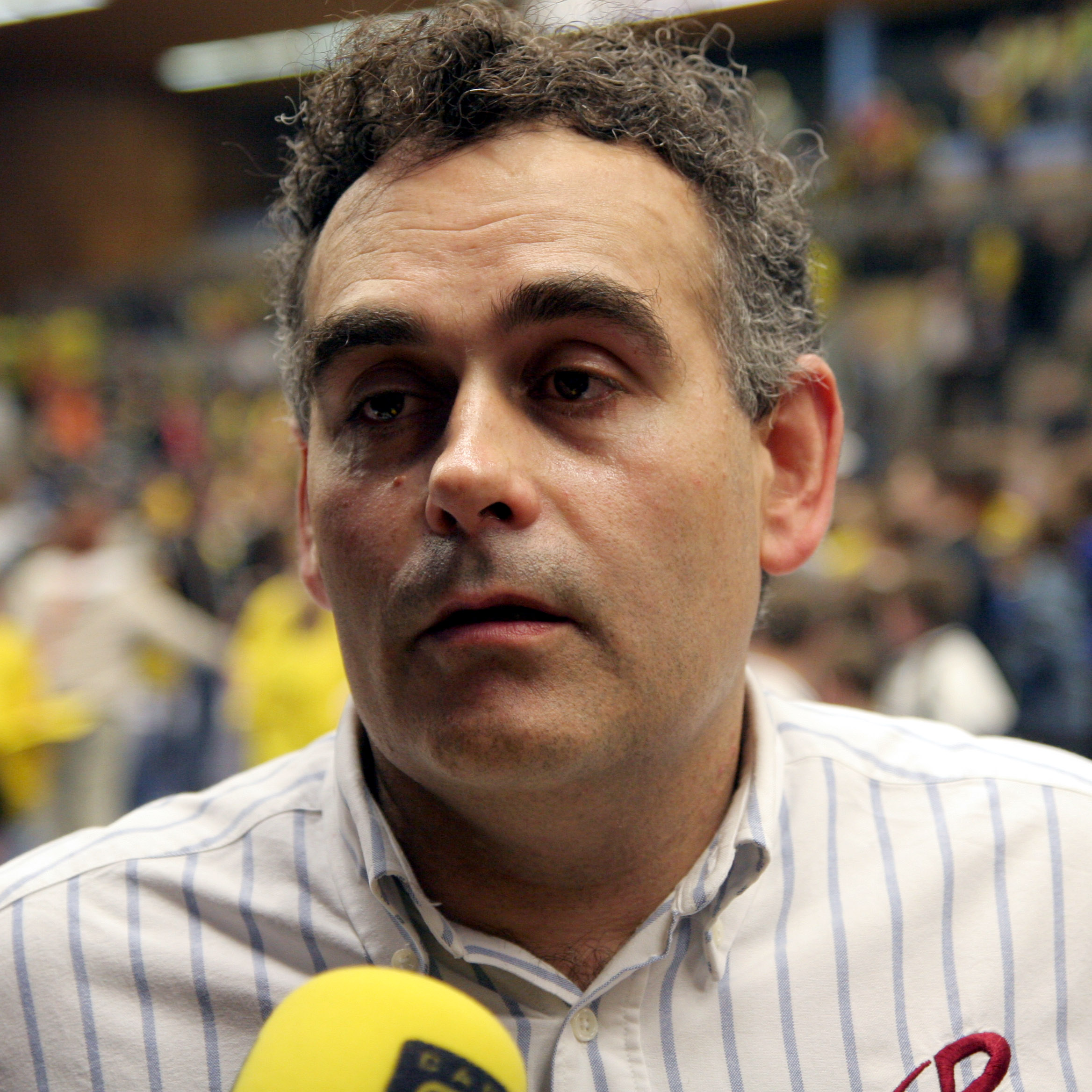
Juan Carlos Pastor en 2008.

A lo largo de su historia, fueron tres los técnicos que estuvieron a las órdenes del Club Balonmano Valladolid. Desde la temporada 1991-92 hasta el final de la campaña 1994-95 fue el entrenador leonés Manolo Cadenas quien dirigió el equipo. 
Tras su marcha, el elegido para sentarse en el banquillo de Huerta del Rey fue el, hasta entonces, segundo entrenador del equipo, Juan Carlos Pastor. Pastor se mantuvo en el banquillo pucelano por un total de 18 temporadas, hasta el final de la temporada 2012-13. Con él, el BM Valladolid alcanzó sus éxitos deportivos más importantes, compaginando además su labor con la de seleccionador nacional en el periodo comprendido entre 2004 y 2008. Con él, España conquistó el campeonato mundial de 2005 de Túnez y un subcampeonato en el europeo de 2006 celebrado en Suiza, así como la medalla de bronce en los Juegos Olímpicos de Pekín 2008.
Con la marcha de Pastor, el elegido para dirigir al club en la que a la postre sería la última temporada de su existencia fue Nacho González Díez, un joven técnico vallisoletano proveniente del conjunto segoviano del Club Balonmano Nava.

## Mascota
El 20 de noviembre de 2007, Ansurito, nacía como la mascota del Club Balonmano Valladolid. Su nacimiento fue elegido por los internautas aficionados al Club Balonmano Valladolid en la propia página de este equipo. Su forma es una recreación del Conde Ansúrez vistiendo los colores del equipo pucelano.

## Palmarés

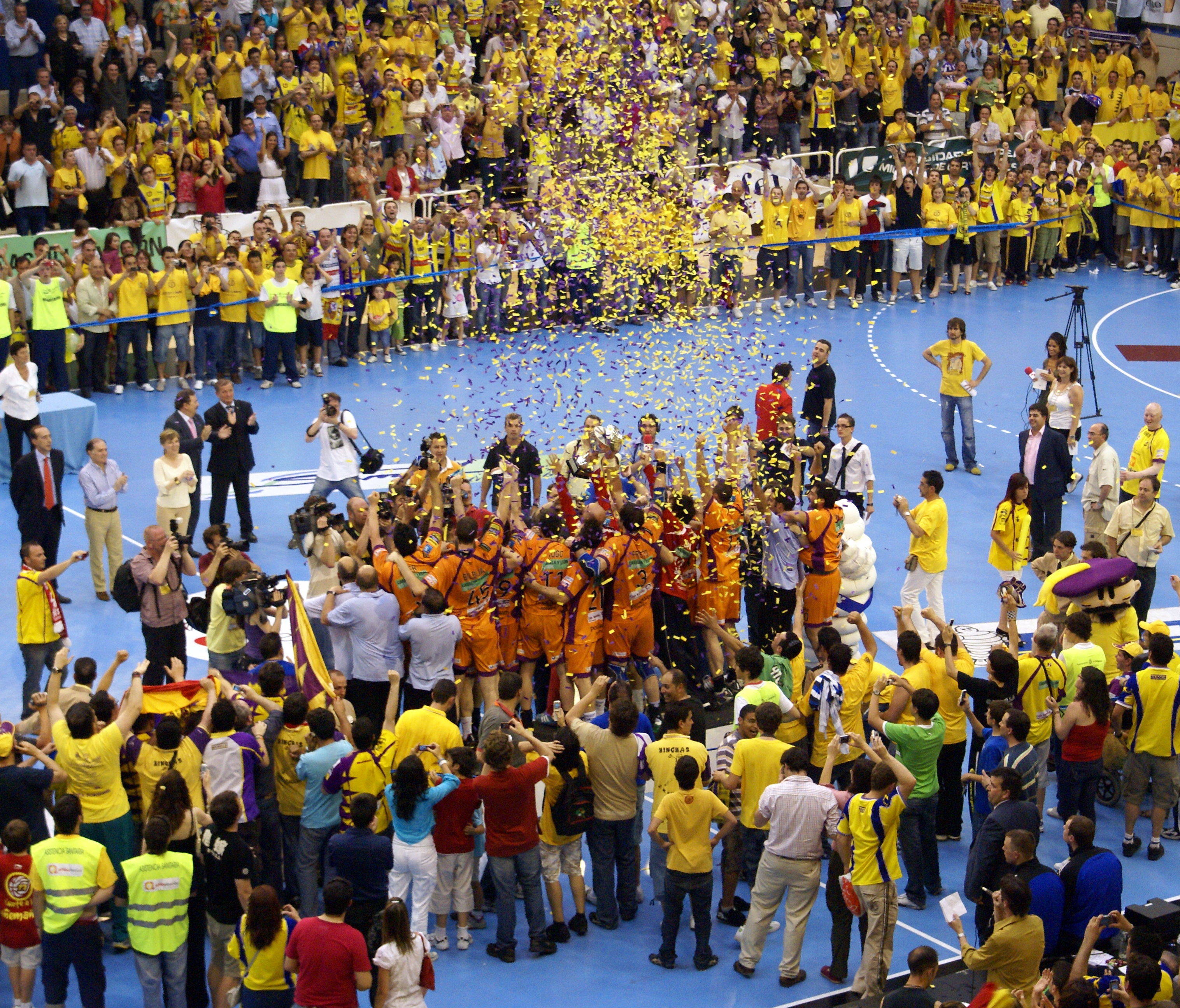
El BM Valladolid levantando la Recopa de Europa conquistada en la final contra el HSG Nordhorn.

### Torneos internacionales
| Competición               | Títulos  | Subcampeonatos    |
| ------------------------- | -------- | ----------------- |
| Recopa de Europa (1/2)    | 2008-09. | 2003-04, 2005-06. |
| Copa EHF (0/1)            |          | 1998-99.          |
| Supercopa de Europa (0/1) |          | 2003-04.          |
| City Cup (0/1)            |          | 1999-00.          |

### Torneos nacionales
| Competición               | Títulos           | Subcampeonatos             |
| ------------------------- | ----------------- | -------------------------- |
| Copa del Rey (2/2)        | 2004-05, 2005-06. | 1999-00, 2010-11.          |
| Copa Asobal (1/0)         | 2002-03.          |                            |
| Supercopa de España (0/3) |                   | 2000-01, 2004-05, 2005-06. |

## Trayectoria Balonmano Valladolid

### Trayectoria temporada a temporada
| Temporada | Categoría   | puesto | Copa del Rey   | Copa Asobal | Supercopa de España | Liga de Campeones | Recopa     | Copa EHF   | City Cup   | Supercopa de Europa | Notas                                                    |
| --------- | ----------- | ------ | -------------- | ----------- | ------------------- | ----------------- | ---------- | ---------- | ---------- | ------------------- | -------------------------------------------------------- |
| 1991-92   | Liga Asobal | 10.º   | No clasificado |             |                     |                   |            |            |            |                     | 1.ª temporada del BM. Valladolid                         |
| 1992-93   | Liga Asobal | 8.º    | ??             |             |                     |                   |            |            |            |                     |                                                          |
| 1993-94   | Liga Asobal | 12.º   | ??             |             |                     |                   |            |            |            |                     |                                                          |
| 1994-95   | Liga Asobal | 8.º    | ??             |             |                     |                   |            |            |            |                     |                                                          |
| 1995-96   | Liga Asobal | 8.º    | ??             |             |                     |                   |            |            |            |                     |                                                          |
| 1996-97   | Liga Asobal | 4.º    | ??             |             |                     |                   |            |            |            |                     | 1.ª clasificación a competiciones europeas               |
| 1997-98   | Liga Asobal | 5.º    | 1/4            |             |                     |                   |            | 1/4        |            |                     |                                                          |
| 1998-99   | Liga Asobal | 6.º    | 1/4            |             |                     |                   |            | Subcampeón |            |                     |                                                          |
| 1999-00   | Liga Asobal | 10.º   | Subcampeón     |             |                     |                   |            |            | Subcampeón |                     |                                                          |
| 2000-01   | Liga Asobal | 6.º    | 1/2            |             | Subcampeón          |                   | 1/2        |            |            |                     |                                                          |
| 2001-02   | Liga Asobal | 7.º    | 1/2            | Campeón     |                     |                   |            |            |            |                     |                                                          |
| 2002-03   | Liga Asobal | 5.º    | 1/2            |             |                     |                   |            |            |            |                     |                                                          |
| 2003-04   | Liga Asobal | 5.º    | 1/4            |             |                     |                   | Subcampeón |            |            |                     | Subcampeón                                               |
| 2004-05   | Liga Asobal | 5.º    | Campeón        |             |                     |                   |            |            |            |                     |                                                          |
| 2005-06   | Liga Asobal | 4.º    | Campeón        |             | Subcampeón          |                   | Subcampeón |            |            |                     | 1.ª clasificación a la Liga de Campeones                 |
| 2006-07   | Liga Asobal | 5.º    | 1/4            |             | Subcampeón          | 1/2               |            |            |            |                     |                                                          |
| 2007-08   | Liga Asobal | 5.º    | 1/4            |             |                     |                   |            |            |            |                     |                                                          |
| 2008-09   | Liga Asobal | 3.º    | 1/4            |             |                     |                   | Campeón    |            |            |                     | Mejor clasificación de la historia Primer título europeo |
| 2009-10   | Liga Asobal | 3.º    | 1/4            |             |                     |                   |            |            |            |                     |                                                          |
| 2010-11   | Liga Asobal | 5.º    | Subcampeón     |             |                     |                   |            |            |            |                     |                                                          |
| 2011-12   | Liga Asobal | 4.º    | 1/2            |             |                     |                   |            |            |            |                     |                                                          |
| 2012-13   | Liga Asobal | 12.º   | 1/8            |             |                     |                   |            |            |            |                     |                                                          |
| 2013-14   | Liga Asobal | 15.º   | 2.ª ronda      |             |                     |                   |            |            |            |                     | Descenso a División de Plata Desaparición del equipo     |

```
LEYENDA

 :Ascenso de categoría

 :Descenso de categoría

 :Descenso administrativo
```

### Historia partidos internacionales
En 23 años de historia el Club Balonmano Valladolid ha disputado 126 partidos de competición europea entre Champions League (38), Recopa de Europa (56), Copa EHF (20), Copa City (8) y Supercopa de Europa (4), con un balance total de 73 victorias, 13 empates y 40 derrotas. El último de la historia fue el 3 de diciembre de 2011 en Huerta del Rey ante el RK Gorenje Velenje en Copa EHF. 

24	701	371	69	261

### Resumen estadístico
Nota: Actualizado hasta temporada 2013/14. En negrita competiciones activas.
| Competición         | P.J. | P.G. | P.E. | P.P. | Mejor resultado |
| ------------------- | ---- | ---- | ---- | ---- | --------------- |
|                     |      |      |      |      |                 |
| Liga Asobal         | 701  | 371  | 69   | 261  | 3º              |
| Copa del Rey        | ??   | ??   | ??   | ??   | Campeón (2)     |
| Copa Asobal         | ??   | ??   | ??   | ??   | Campeón (1)     |
| Supercopa de España | ??   | ??   | ??   | ??   | Subcampeón      |
|                     |      |      |      |      |                 |
| Liga de Campeones   | 38   | 16   | 11   | 11   | 1/2             |
| Recopa              | 56   | 40   | 1    | 15   | Campeón (1)     |
| Copa EHF            | 20   | 11   | 0    | 9    | Subcampeón      |
| City Cup            | 8    | 5    | 1    | 2    | Subcampeón      |
| Supercopa de Europa | 4    | 1    | 0    | 3    | Subcampeón      |
| Total               | ??   | ??   | ??   | ??   | 4 Títulos       |

En las 23 temporadas en la Liga Asobal ha marcado 19756 goles y ha recibido 18960 goles, teniendo una diferencia favorable de 796.
- Puesto en clasificación histórica Liga Asobal: 4.º